# Дикран рудуватий
Дикран рудуватий (Dicranum fuscescens) — вид мохів порядку дикранальних (Dicranales).

## Поширення
Батьківщиною є Європа, Північна Америка, Азія.

## Характеристика
Рослини від світло-зелених до темно-коричнево-зелених, тьмяні, в пухких пучках. Стебла 1–6(18) см, від запушених до ледве запушених білими чи червонувато-коричневими ризоїдами. Листки серпувато-однобічні, часто сильно, іноді дещо рідкісні, дистальні листки закручені, проксимальні листки з вигнутими верхівками, від слабо до сильно закручених і хрустких, коли висихають, гладкі, (3)4–7(10) × 0.6–1 мм, увігнуті знизу, кілюваті зверху, від ланцетної основи до поступово звуженої, тонкої, кілеподібної субули; краї цілі проксимально, зубчасті або сильно зубчасті в дистальній половині, іноді майже цілі по всьому. Вид дводомний; чоловічі рослини такі ж великі, як жіночі, ростуть змішано чи окремими ділянками. Коробочкові ніжки 1–3.5 см, поодинокі, жовті, червонувато-жовті чи бурі. Коробочка 1–3 мм, дугаста, нахилена до горизонталі, звивиста, сильно борозниста, коли висихає, дещо звужена нижче гирла, від темно-коричневої до червонувато-коричневої. Спори 14–24 мкм.